# Nissyen
Nissyen [nisjen] auch Nisien, Nissien (kymrisch: „Der Friedfertige“), ist in der Walisischen Mythologie der „lichte“ Bruder des „dunklen“ Efnisien. Sein Vater ist Euroswydd, seine Mutter Penarddun, seine Halbgeschwister sind Bran der Gesegnete, Branwen und Manawydan.

## Mythologie
Im Zweiten Zweig des Mabinogi, in der Erzählung Branwen ferch Llŷr („Branwen, die Tochter Llŷrs“), wird Nissyen als äußerst friedliebend beschrieben. Er ist immer darum bemüht, diplomatisch die Ausraster seines hitzköpfigen Bruders wieder in Ordnung zu bringen.
Und der eine jener beiden jungen Leute war ein trefflicher junger Mann. Er pflegte zwischen zwei Parteien Frieden zu stiften, wenn der Zorn am größten war. Das war Nisien.
Bei der Ankunft in Irland, wohin die Waliser reisen, um Branwen zu Hilfe zu kommen, will er den Frieden herbeiführen. Freundlich begrüßt er Gwern, den Sohn Branwens und Matholwchs, als seinen Neffen, im Gegensatz zu Efnisien, der den Knaben dann sogar ermordet. Nissyen ist unter den sieben Überlebenden, die mit Brans Haupt nach Wales zurückkehren.